# 新乐街道 (哈尔滨市)
新乐街道是中国黑龙江省哈尔滨市道外区下辖的一个街道，位于道外区东部，哈尔滨工程大学坐落于街道内。

## 行政区划
下辖以下地区：
新乐社区和大乐社区。